# Фуад Фаджарі
Фуад Фаджарі (араб. فؤاد فجاري; нар. 18 квітня 1989, Рабат) — марокканський борець греко-римського стилю, срібний та п'ятиразовий бронзовий призер чемпіонатів Африки, срібний призер Африканських ігор, бронзовий призер Середземноморських ігор, учасник Олімпійських ігор.

## Життєпис
Виступав за спортивний клуб. Тренер — Фуркат Ісаєв.

## Спортивні результати на міжнародних змаганнях

### Виступи на Олімпіадах
| Змагання                    | Збірна  | Вагова категорія                 | Місце |
| --------------------------- | ------- | -------------------------------- | ----- |
| Літні Олімпійські ігри 2012 | Марокко | греко-римська боротьба, до 55 кг | 19    |

### Виступи на Чемпіонатах світу
| Змагання                        | Збірна  | Вагова категорія                 | Місце |
| ------------------------------- | ------- | -------------------------------- | ----- |
| Чемпіонат світу з боротьби 2013 | Марокко | греко-римська боротьба, до 55 кг | 32    |
| Чемпіонат світу з боротьби 2014 | Марокко | греко-римська боротьба, до 59 кг | 31    |
| Чемпіонат світу з боротьби 2018 | Марокко | греко-римська боротьба, до 63 кг | 20    |
| Чемпіонат світу з боротьби 2019 | Марокко | греко-римська боротьба, до 60 кг | 27    |

### Виступи на Чемпіонатах Африки
| Змагання                         | Збірна  | Вагова категорія                 | Місце  |
| -------------------------------- | ------- | -------------------------------- | ------ |
| Чемпіонат Африки з боротьби 2010 | Марокко | греко-римська боротьба, до 55 кг | 5      |
| Чемпіонат Африки з боротьби 2013 | Марокко | греко-римська боротьба, до 55 кг | Бронза |
| Чемпіонат Африки з боротьби 2014 | Марокко | греко-римська боротьба, до 59 кг | Срібло |
| Чемпіонат Африки з боротьби 2014 | Марокко | вільна боротьба, до 65 кг        | 5      |
| Чемпіонат Африки з боротьби 2015 | Марокко | греко-римська боротьба, до 66 кг | 5      |
| Чемпіонат Африки з боротьби 2016 | Марокко | вільна боротьба, до 65 кг        | 9      |
| Чемпіонат Африки з боротьби 2016 | Марокко | греко-римська боротьба, до 59 кг | Бронза |
| Чемпіонат Африки з боротьби 2018 | Марокко | греко-римська боротьба, до 63 кг | Бронза |
| Чемпіонат Африки з боротьби 2019 | Марокко | греко-римська боротьба, до 63 кг | Бронза |
| Чемпіонат Африки з боротьби 2022 | Марокко | греко-римська боротьба, до 63 кг | Бронза |

### Виступи на Африканських іграх
| Змагання              | Збірна  | Вагова категорія                 | Місце  |
| --------------------- | ------- | -------------------------------- | ------ |
| Африканські ігри 2019 | Марокко | греко-римська боротьба, до 60 кг | Срібло |

### Виступи на Кубках світу
| Змагання                    | Збірна  | Вагова категорія                 | Місце |
| --------------------------- | ------- | -------------------------------- | ----- |
| Кубок світу з боротьби 2020 | Марокко | греко-римська боротьба, до 60 кг | 14    |

### Виступи на Середземноморських чемпіонатах
| Змагання                                     | Збірна  | Вагова категорія                 | Місце |
| -------------------------------------------- | ------- | -------------------------------- | ----- |
| Середземноморський чемпіонат з боротьби 2010 | Марокко | греко-римська боротьба, до 55 кг | 5     |

### Виступи на Середземноморських іграх
| Змагання                    | Збірна  | Вагова категорія                 | Місце  |
| --------------------------- | ------- | -------------------------------- | ------ |
| Середземноморські ігри 2013 | Марокко | греко-римська боротьба, до 55 кг | Бронза |
| Середземноморські ігри 2022 | Марокко | греко-римська боротьба, до 60 кг | 5      |

### Виступи на Іграх ісламської солідарності
| Змагання                          | Збірна  | Вагова категорія                 | Місце |
| --------------------------------- | ------- | -------------------------------- | ----- |
| Ігри ісламської солідарності 2022 | Марокко | греко-римська боротьба, до 60 кг | 9     |

### Виступи на інших змаганнях
| Змагання                                                       | Збірна  | Вагова категорія                 | Місце  |
| -------------------------------------------------------------- | ------- | -------------------------------- | ------ |
| Арабський чемпіонат з боротьби 2010                            | Марокко | греко-римська боротьба, до 55 кг | Срібло |
| Арабські ігри 2011                                             | Марокко | греко-римська боротьба, до 55 кг | 5      |
| Олімпійський кваліфікаційний турнір з боротьби 2012 (Марракеш) | Марокко | греко-римська боротьба, до 55 кг | Срібло |
| Кубок Владислава Пітласинські 2012                             | Марокко | греко-римська боротьба, до 55 кг | 5      |
| Міжнародний турнір Олімпія 2012                                | Марокко | греко-римська боротьба, до 55 кг | Срібло |
| Гран-прі Іспанії з боротьби 2012                               | Марокко | греко-римська боротьба, до 55 кг | Бронза |
| Гран-прі FILA 2015                                             | Марокко | греко-римська боротьба, до 59 кг | 25     |
| Турнір Вехбі Емре і Гаміта Каплана 2015                        | Марокко | греко-римська боротьба, до 59 кг | 32     |
| Олімпійський кваліфікаційний турнір з боротьби 2020 (Хаммамет) | Марокко | греко-римська боротьба, до 60 кг | Бронза |
| Slavin, Halfen, Weinberg, Gottfreund Mem 2022                  | Марокко | греко-римська боротьба, до 63 кг | Срібло |

### Виступи на змаганнях молодших вікових груп
| Змагання                                       | Збірна  | Вагова категорія                 | Місце  |
| ---------------------------------------------- | ------- | -------------------------------- | ------ |
| Чемпіонат Африки з боротьби серед юніорів 2006 | Марокко | вільна боротьба, до 50 кг        | Бронза |
| Чемпіонат Африки з боротьби серед юніорів 2006 | Марокко | греко-римська боротьба, до 50 кг | Бронза |